# Ashlynn Brooke
Ashlynn Brooke (n. 14 d'agost de 1985) és una ex actriu pornogràfica i stripper nord-americana. Des de 2007 va tenir un contracte d'exclusivitat amb New Sensations / Digital Sense. En 2009 va debutar com a directora amb la pel·lícula Ashlynn Brooke’s Lesbian Fantasies. L'any 2010 va anunciar la seva retirada de la indústria del cinema pornogràfic.
Brooke va néixer a Choctaw, Oklahoma i va créixer amb els seus avis a causa que els seus pares es trobaven separats. Abans d'entrar en la indústria per a adults, Brooke va treballar en un concessionari de cotxes prop d'Oklahoma City, com a administrativa en diverses ocupacions i com a ballarina fins que va aconseguir els 18 anys. Es va iniciar com a model de glamur posant per a les revistes Easyriders i Gallery, ingressant a la indústria pornogràfica el 2006.
El seu primer treball va ser per al lloc web de Bang Bros, 'Big Mouthfuls', publicat després en el DVD Big Mouthfuls #12. Té contractes d'exclusivitat amb les empreses, Digital Sense i New Sensations. Aquesta última va llançar el seu lloc web oficial al novembre de 2007.
Brooke és conductora del programa Venus Wars al canal canadenc Venus i té programat iniciar un xou en Vavoom TV anomenat Dare 2 Bare. En 2010 va aparèixer per primera vegada en una pel·lícula de cinema convencional, Piranha 3-D.
En 2010 i amb el naixement del seu primer fill, va anunciar la seva retirada com a actriu. Va publicar en el seu compte de Twitter i el seu Blog personal que es retirava del negoci. El seu lloc ja no és actualitzat i espera obrir un nou lloc de continguts no pornogràfic. Pel que fa als motius, va escriure que no suportava pensar a tenir intimitat amb homes estranys, entre altres coses.
Brooke va afegir que es va involucrar com a protagonista i productora de cinema lèsbic però va agregar que no és lesbiana i no funcionava en aquest tipus de produccions en aquest temps.
Pel que fa al naixement del seu primer fill va esmentar: "Gens a la terra va poder haver-me fet tan feliç en aquest moment. Va ser com que Déu simplement es va ajupir, em va prendre i em va treure de 'aquest món' i em va posar de nou al món real, sabia que des d'aquest punt la meva vida seria: pacífica, feliç i plena d'amor una altra vegada".